# Turn Of The Tides
Turn Of The Tides es el vigesimotercer álbum de estudio del grupo de música electrónica alemán Tangerine Dream. Publicado en 1994 por el sello Miramar destaca por ser un álbum conceptual basado en la historia The Coachman's Tales escrita por Edgar Froese. Fue nominado en la categoría de "Mejor álbum New Age" en la 37 edición de los premios Grammy.
Jim Brenholts, en su crítica para AllMusic, lo considera "un gran álbum. Seducirá a los seguidores de Ron Boots, Ian Boddy, Klaus Schulze y Kevin Braheny".

## Producción

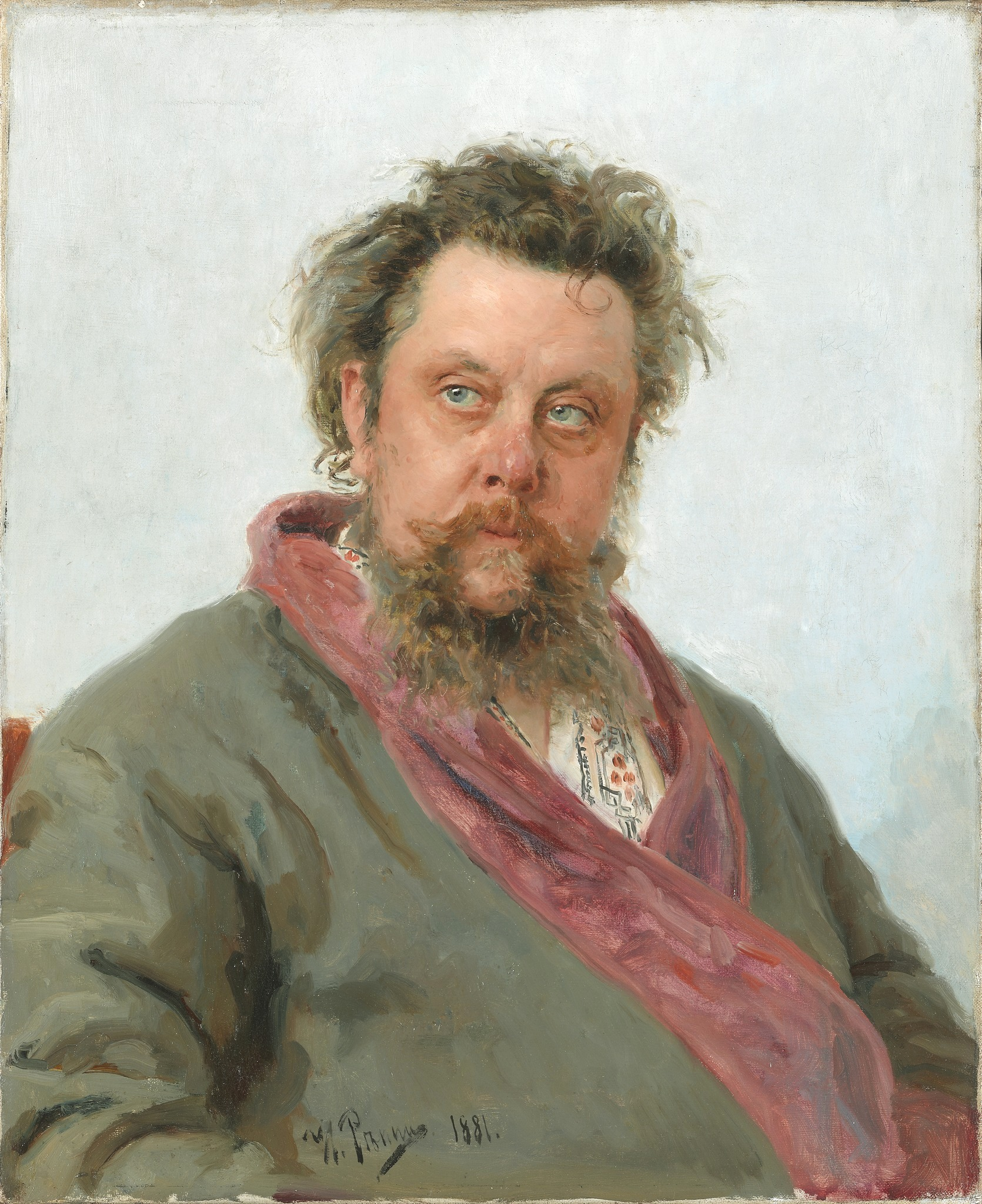
Retrato del compositor ruso Modest Músorgski

Grabado entre 1993 y 1994 en estudios de Berlín y Viena Tangerine Dream volvieron en esta ocasión a contar con músicos de estudio como Linda Spa (saxofón), Zlatko Perica (guitarras) o el Vienna Horn Ensemble (voces) algo poco usual en la trayectoria del grupo.

"Desde un punto de vista estilístico las ocho canciones de Turn Of The Tides pueden compararse de alguna manera con las de Rockoon pero utilizamos aún más guitarra. Esto nos disocia de la llamada música "New Age". Esperamos que la gente entienda algún día la diferencia entre nuestra música y la música "New Age". Mucha gente todavía no lo comprende."
Edgar Froese (Dream Collector, junio de 1994) 

El álbum también incluía un extenso libreto explicativo de 12 páginas, algo también poco frecuente, o una portada cuyo diseño gráfico basado en fractales obra de Marc Schilkowski. El inicio es una adaptación de la suite «Cuadros de una Exposición» de Modest Músorgski, basada en la orquestación de Maurice Ravel, con arreglos de Edgar Froese.

## Lista de temas
| Edición de 1994 |                             |                               |          |  |
| N.º             | Título                      | Escritor(es)                  | Duración |  |
| 1.              | «Pictures At An Exhibition» | Modest Músorgski Edgar Froese | 3:01     |  |
| 2.              | «Firetongues»               | Jerome Froese                 | 6:32     |  |
| 3.              | «Galley Slave's Horizon»    | Jerome Froese                 | 7:47     |  |
| 4.              | «Death Of A Nightingale»    | Edgar Froese                  | 5:30     |  |
| 5.              | «Twilight Brigade»          | Jerome Froese                 | 9:45     |  |
| 6.              | «Jungle Journey»            | Jerome Froese                 | 6:34     |  |
| 7.              | «Midwinter Night»           | Edgar Froese                  | 4:38     |  |
| 8.              | «Turn Of The Tides»         | Jerome Froese                 | 7:40     |  |
| 51:27           |                             |                               |          |  |

| Reedición de 1996 |                             |                               |          |  |
| N.º               | Título                      | Escritor(es)                  | Duración |  |
| 1.                | «Pictures At An Exhibition» | Modest Músorgski Edgar Froese | 3:01     |  |
| 2.                | «Firetongues»               | Jerome Froese                 | 6:32     |  |
| 3.                | «Galley Slave's Horizon»    | Jerome Froese                 | 7:47     |  |
| 4.                | «Death Of A Nightingale»    | Edgar Froese                  | 5:30     |  |
| 5.                | «Twilight Brigade»          | Jerome Froese                 | 9:45     |  |
| 6.                | «Jungle Journey»            | Jerome Froese                 | 6:34     |  |
| 7.                | «Midwinter Night»           | Edgar Froese                  | 4:38     |  |
| 8.                | «Turn Of The Tides»         | Jerome Froese                 | 7:40     |  |
| 9.                | «Story Of The Brave»        | Edgar Froese Linda Spa        | 5:17     |  |
| 56:44             |                             |                               |          |  |

## Personal
- Edgar Froese - teclados, guitarras, batería y producción
- Jerome Froese - teclados, guitarras, batería y masterización
- Roland Braunstein - trompeta
- Zlatko Perica - guitarras
- Linda Spa - saxo, trompa, palmas
- Vienna Horn Ensemble - trompas
- Jayney Klimek - voces
- Julie Ocean - voces
- Christian Gstettner - ingeniero de grabación
- Lenny Bird - ingeniero de grabación
- Marc Schilkowski - diseño gráfico